# Enrico di Prussia (1726-1802)
Federico Enrico Luigi di Hohenzollern (in tedesco: Friedrich Heinrich Ludwig von Preußen), indicato comunemente col solo nome di Enrico di Prussia (Berlino, 18 gennaio 1726 – Rheinsberg, 3 agosto 1802) è stato un principe e generale prussiano.
Principe di Prussia, prestò servizio come politico e generale durante il regno del fratello Federico II e nel 1786 fu tra i candidati per divenire re degli Stati Uniti.

## Biografia
Nato a Berlino, Enrico era il tredicesimo figlio del re Federico Guglielmo I di Prussia e di sua moglie, la principessa Sofia Dorotea di Hannover. Fratello minore del celebre sovrano prussiano Federico il Grande, i conflitti tra Enrico ed il suo fratello furono leggendari.
Ad appena 14 anni, Enrico venne nominato colonnello del 35º reggimento di fanteria dopo che Federico era divenuto re nel 1740, permettendo così ad Enrico di prendere parte alla Guerre di Slesia. Enrico visse perlopiù all'ombra del fratello e talvolta ne criticò le strategie militari e la politica estera. Nel 1753 pubblicò le sue memorie con lo pseudonimo di "Maréchal Gessler".
Il 25 giugno 1752 Enrico sposò la principessa Guglielmina d'Assia-Kassel a Charlottenburg, ma la coppia non ebbe figli. Enrico visse a Rheinsberg dopo averne ricevuto il locale castello in dono dal fratello. Malgrado il matrimonio, egli ebbe sempre una predilezione per amicizie con altri uomini tra cui quella con l'attore Blainville e l'emigrato francese conte de La Roche-Aymon. Uno dei suoi favoriti, il maggiore Kaphengst, venne largamente beneficato dal principe vivendo una vita dissipata nella sua residenza non lontano da Rheinsberg.
Enrico fu un valente generale durante la Guerra dei Sette anni (1756–1763), nella quale non perse mai una battaglia. Dopo l'iniziale successo dell'esercito prussiano contro russi ed austriaci nella Battaglia di Kunersdorf,  Enrico chiese a suo fratello di fermare gli attacchi. Il re, che già aveva inviato il messaggio della vittoria a Berlino, pressò per l'attacco. Il giorno si concluse con l'esercito prussiano sfinito e con la completa vittoria delle forze russo-austriache. Dopo questo fatto, Enrico decise di riorganizzare personalmente le proprie forze militari, vincendo nel 1762 la più famosa tra le sue vittorie, quella di Freiberg.
Dopo la guerra dei sette anni, Enrico lavorò come diplomatico nella Prima Partizione della Polonia con frequenti viaggi a Stoccolma ed a San Pietroburgo. Negli anni '80 del Settecento, egli fece due viaggi diplomatici in Francia. Fu amico di Jean-Louis Favier.
Enrico tentò di assicurarsi un principato per sé stesso e per ben due volte concorse al trono del Regno di Polonia, ma gli si oppose Federico II.
Come suo fratello Federico II, Enrico fu iniziato in Massoneria, nella Loggia L'Unione di Berlino.

## Proposta per divenire re degli Stati Uniti

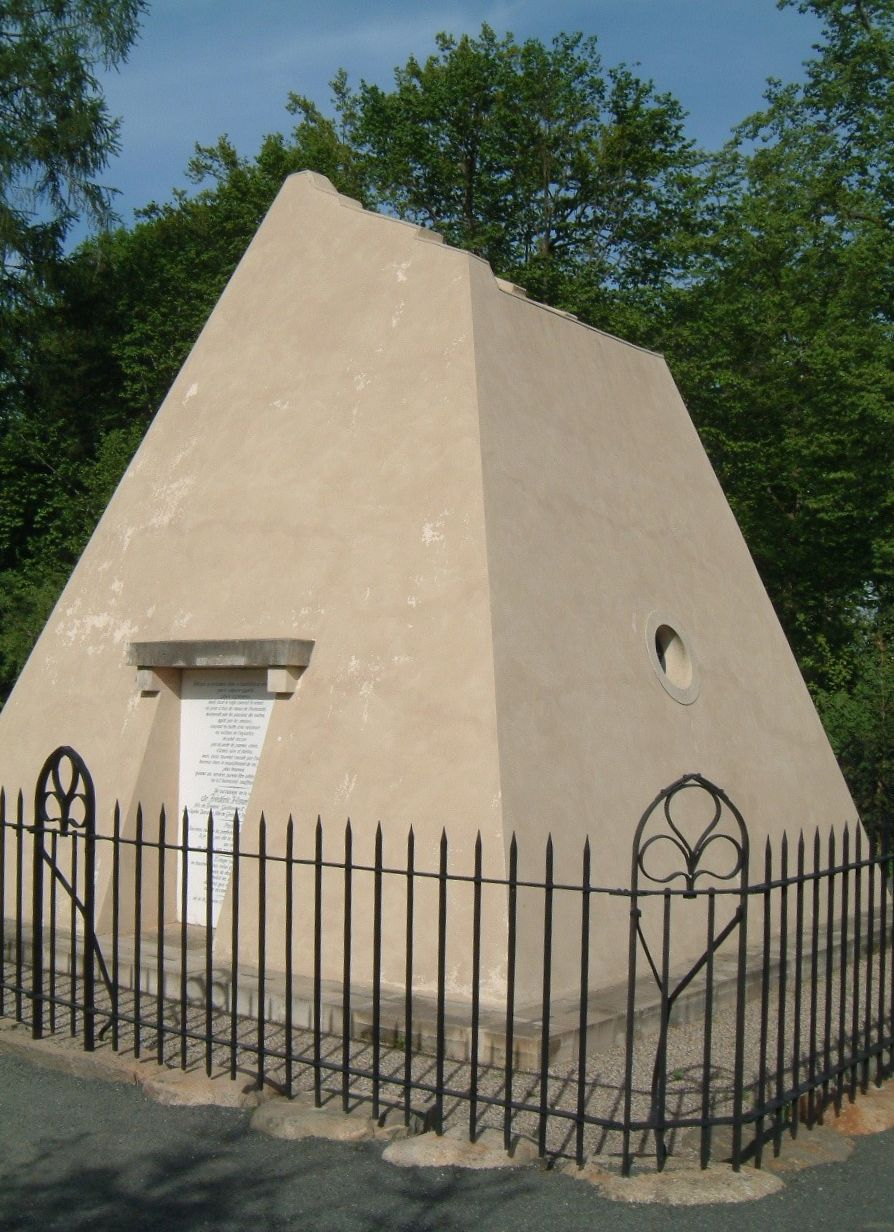
La tomba di Enrico di Prussia al Palazzo di Rheinsberg.

Nel 1786 Nathaniel Gorham, allora Presidente del Congresso Continentale, o Friedrich Wilhelm von Steuben, generale prussiano che aveva servito nel Continental Army, suggerirono ad Alexander Hamilton che Enrico sarebbe stato la persona ideale per divenire Presidente o re degli Stati Uniti, ma l'offerta venne immediatamente revocata prima che il principe potesse dare una risposta.
Dopo la morte di Federico nel 1786, Enrico acquisì la speranza di divenire uno dei politici più influenti del governo prussiano come consigliere di suo nipote, il nuovo re Federico Guglielmo II di Prussia. Pur divenendo meno influente di quanto avesse sperato, Enrico rimase consigliere anche sotto il regno di Federico Guglielmo III che iniziò il suo regno nel 1797.
Enrico morì nel castello di Rheinsberg.

## Antenati
|                                 |                                       |                                            | Genitori                         |  |  | Nonni |  |  | Bisnonni                          |  |  | Trisnonni                        |  |
|                                 |                                       |                                            |                                  |  |  |       |  |  | Federico Guglielmo di Brandeburgo |  |  | Giorgio Guglielmo di Brandeburgo |  |
|                                 |                                       |                                            |                                  |  |  |       |  |  | Federico Guglielmo di Brandeburgo |  |  | Giorgio Guglielmo di Brandeburgo |  |
|                                 |                                       | Elisabetta Carlotta del Palatinato-Simmern |                                  |  |  |       |  |  | Federico Guglielmo di Brandeburgo |  |  |                                  |  |
| Federico I di Prussia           |                                       |                                            |                                  |  |  |       |  |  | Federico Guglielmo di Brandeburgo |  |  |                                  |  |
|                                 |                                       | Luisa Enrichetta d'Orange                  | Federico Enrico d'Orange         |  |  |       |  |  |                                   |  |  |                                  |  |
|                                 |                                       | Luisa Enrichetta d'Orange                  | Federico Enrico d'Orange         |  |  |       |  |  |                                   |  |  |                                  |  |
|                                 |                                       | Luisa Enrichetta d'Orange                  | Amalia di Solms-Braunfels        |  |  |       |  |  |                                   |  |  |                                  |  |
| Federico Guglielmo I di Prussia |                                       | Luisa Enrichetta d'Orange                  |                                  |  |  |       |  |  |                                   |  |  |                                  |  |
|                                 |                                       | Ernesto Augusto di Brunswick-Lüneburg      | Giorgio di Brunswick-Lüneburg    |  |  |       |  |  |                                   |  |  |                                  |  |
|                                 |                                       | Ernesto Augusto di Brunswick-Lüneburg      | Giorgio di Brunswick-Lüneburg    |  |  |       |  |  |                                   |  |  |                                  |  |
|                                 |                                       | Ernesto Augusto di Brunswick-Lüneburg      | Anna Eleonora di Assia-Darmstadt |  |  |       |  |  |                                   |  |  |                                  |  |
| Sofia Carlotta di Hannover      |                                       | Ernesto Augusto di Brunswick-Lüneburg      |                                  |  |  |       |  |  |                                   |  |  |                                  |  |
|                                 |                                       | Sofia del Palatinato                       | Federico V del Palatinato        |  |  |       |  |  |                                   |  |  |                                  |  |
|                                 |                                       | Sofia del Palatinato                       | Federico V del Palatinato        |  |  |       |  |  |                                   |  |  |                                  |  |
|                                 |                                       | Sofia del Palatinato                       | Elisabetta Stuart                |  |  |       |  |  |                                   |  |  |                                  |  |
| Enrico di Prussia               |                                       | Sofia del Palatinato                       |                                  |  |  |       |  |  |                                   |  |  |                                  |  |
|                                 | Ernesto Augusto di Brunswick-Lüneburg | Giorgio di Brunswick-Lüneburg              |                                  |  |  |       |  |  |                                   |  |  |                                  |  |
|                                 | Ernesto Augusto di Brunswick-Lüneburg | Giorgio di Brunswick-Lüneburg              |                                  |  |  |       |  |  |                                   |  |  |                                  |  |
|                                 | Ernesto Augusto di Brunswick-Lüneburg | Anna Eleonora di Assia-Darmstadt           |                                  |  |  |       |  |  |                                   |  |  |                                  |  |
| Giorgio I del Regno Unito       | Ernesto Augusto di Brunswick-Lüneburg |                                            |                                  |  |  |       |  |  |                                   |  |  |                                  |  |
|                                 |                                       | Sofia del Palatinato                       | Federico V del Palatinato        |  |  |       |  |  |                                   |  |  |                                  |  |
|                                 |                                       | Sofia del Palatinato                       | Federico V del Palatinato        |  |  |       |  |  |                                   |  |  |                                  |  |
|                                 |                                       | Sofia del Palatinato                       | Elisabetta Stuart                |  |  |       |  |  |                                   |  |  |                                  |  |
| Sofia Dorotea di Hannover       |                                       | Sofia del Palatinato                       |                                  |  |  |       |  |  |                                   |  |  |                                  |  |
|                                 |                                       | Giorgio Guglielmo di Brunswick-Lüneburg    | Giorgio di Brunswick-Lüneburg    |  |  |       |  |  |                                   |  |  |                                  |  |
|                                 |                                       | Giorgio Guglielmo di Brunswick-Lüneburg    | Giorgio di Brunswick-Lüneburg    |  |  |       |  |  |                                   |  |  |                                  |  |
|                                 |                                       | Giorgio Guglielmo di Brunswick-Lüneburg    | Anna Eleonora di Assia-Darmstadt |  |  |       |  |  |                                   |  |  |                                  |  |
| Sofia Dorotea di Celle          |                                       | Giorgio Guglielmo di Brunswick-Lüneburg    |                                  |  |  |       |  |  |                                   |  |  |                                  |  |
|                                 |                                       | Éléonore d'Esmier d'Olbreuse               | Alexandre II d'Esmier d'Olbreuse |  |  |       |  |  |                                   |  |  |                                  |  |
|                                 |                                       | Éléonore d'Esmier d'Olbreuse               | Alexandre II d'Esmier d'Olbreuse |  |  |       |  |  |                                   |  |  |                                  |  |
|                                 |                                       | Éléonore d'Esmier d'Olbreuse               | Jacquette Poussard de Vandré     |  |  |       |  |  |                                   |  |  |                                  |  |
|                                 |                                       | Éléonore d'Esmier d'Olbreuse               |                                  |  |  |       |  |  |                                   |  |  |                                  |  |